# Singles ’96–’06
Singles ’96–’06 – siódma studyjna płyta belgijskiego zespołu trip hopowego Hooverphonic.

## Lista utworów
1. "Water"
2. "Wardrope"
3. "2 Wicky"
4. "Barabas"
5. "Club Montepulciano"
6. "Eden"
7. "This Strange Effect"
8. "Jackie Cane"
9. "Mad About You"
10. "Out of Sight"
11. "Vinegar & Salt"
12. "Sometimes"
13. "World Is Mine"
14. "One"
15. "Last Thing I Need Is You"
16. "Wake Up"
17. "You Hurt Me"
18. "We All Float"
19. "Dirty Lenses"
20. "Lung (Happy Go)"